# Калибанов рат
Калибанов рат (енгл. Caliban's War) је научно фантастични роман аутора Џејмса С.А. Корија. У питању је друга књига у серијалу Пространство. Радња се дешава 18 месеци након дешавања у књизи Буђење немани у сунчевом систему и представља борбу између Уједињених нација (Земља), МКР (Марс Конгресна Република) и Појаса. 

## Главни ликови
'Џејмс Холден' капетан присвојеног ратног брода Марсовске морнарице названог Росинанте. Он и његова посада имају уговор са Алијансом спољних планета, када бивају послати на Ганимед, где упознају Пракса Менга ботаничара који трага за својом ћерком. 
Крисиџен Авасалара' је високо рангирани чиновник у Уједињеним нацијама. Добијајући информације са свих страна Авасалара прати догађаје на Земљи, Марсу, Ганимеду и Венери.
Боби Драјпер припадник корпуса МАрсовских маринаца стационирана на Ганимеду. 
Пракс Менг је ботаничар на Ганимеду иначе познатом и као житница Појаса. Приликом ескалације сукоба на Ганимеду његовој ћерки се губи сваки траг у насталом хаосу.

## Заплет
На Ганимеду Меи Менг бива киднапована из вртића од стране њеног доктора. Неколико сати касније маринци Земље и Марса су нападнути и са лакоћом убијени од стране супериорног војника, Боби Драјпер је једина преживела покољ. Ратни бродови Земље и Марса у орбити не знајући шта се десило почињу да пуцају једни на друге чиме на Ганимеду настаје хаос. У наредним данима усред слома Ганимеда, Пракс Менг безуспешно трага за својом изгубљеном ћерком.
Неколико месеци касније посада Росинантеа под окриљем помоћи Ганимеду бива послата на Ганимед како би проценили ситуацију. Менг уочава Холдена током нереда изазваних несташицом хране, и моли га за помоћ у проналаску ћерке. Холден пристаје да му помогне и успева да пронађе видео снимке који показују како је Менг киднапована од стране доктора и одведена тунелима који одавно нису у употреби. Холден, Менг и бродски механичар Ејмос откривају тајну лабораторију, и у борби са обезбеђењем нехотицем ослобађају још једног супериорног војника који након што убије неколико особља лабораторије бежи напоље. Након битке са обезбеђењем Холден, Менг и Ејмос проналазе остатке Протомолекула (ванземаљског вируса) и леш доктора који је киднаповао Меи. Након ових догађаја посада Росинантеа и Менг, покушавају што пре да оду са Ганимеда док је хаос на Ганимеду све већи. 
Боби Драјпер је доведена на мировну конференцију на Земљи, како би сведочила о догађајима на Ганимеду. Она крши дипломатски протокол и напушта делегацију Марса, након чега бива ангажована од Крисинџен Авасаларе која је заступала делегацију Уједињених нација. Боби долази до сазнања да је Авасаларин помоћник шпијун, чиме Авасалара схвата да њени надређени желе да је се реше, и долази до закључка да је неко из УН одговоран за напад супериорног војника на Ганимеду. Са Боби као њеним личним телохранитељем Авасалара одлази на јахту која иде на Ганимед. 
На путу ка Тихо станици (највећа вештачка станица у Појасу), посада Росинантеа увиђа да се супериорни војник са Ганимеда украо ан њихов брод и да се скрива у товарном простору. Они успевају да уз помоћ радиоактивног мамца намаме чудно биће изван брода и да га уз помоћ потисника спале. Посада Росинантеа сазнаје да је су супериорна бића настала уз помоћ Протомолекула, и Холден за то окривљује Фреда Џонсона као чувара јединог преосталог узорка Протомолекула. Џонсон негира оптужбе и раскида уговор о сарадњни са Росинантеом. Холден након тога помаже Менгу да сними видео поруку, у којој објављују све податке које су имали и траже помоћ како би наставили потрагу за Меи. Видео порука је имала великог успеха и многи се одазивају на позив чиме су се скупила велика средства за наставак потраге. Менг такође успева да дође до сазнања да су супериорни војници направљени на Ију, након чега Росинанте подешава курс ка Ију. 
На јахти Авасалара гледа Менгов видео, и од својих извора сазнаје да УН морнарица шаље одред бродова да пресретну Росинанте на њиховом путу ка Ију, а посада на јахти спречава Авасалару да упозори Холдена правдајући се да су средства за комуникације у квару. Авасалара и Боби успевају да на силу преузму контролу над јахтом и шаљу упозорење Холдену, такође шаље поруку да жели да се она и Боби прикључе посади Росинантеа, након чега се са Боби укрцава у тркачки брод (који је био на јахти), и са њим јури ка Росинантеу. Након укрцавања на Росинанте Авасала и Боди размењују информације о супериорним војницима. Увиђајући да ће за неколико данас одред бродова УН морнарице дођу у домет Росинантеа и да су им шансе за преживљавање сукоба са бродовима морнарице мали, Авасалара успева да наговори Холдена да јој допусти да све информације пошаље својим контактима УН морнарице на Земљи и тиме проба да спречи свеопшти рат. 
Наравно сва догађања су била испраћена и од стране обавештајне службе Марсовске морнарице, која је такође послала своје снаге на пут ка Ију. У свеопштем хаосу Боби и Авасалара успевају да наговоре Марсовску морнарицу да стане у одбрану Росинантеа. Ситуација кулминира борбом између одреда УМ морнарице са Марсовском морнарицом и делом УН морнарице оданом Авасалари. Након директног опозива генералног секретара УН за прекид непријатељстава, борба се практично завршава победом Марсовске и УН морнарице лојалне Авасалари. Посада Росинантеа се након тога искрцава на Ију где Ејмос и Менг спашавају Меи са осталом киднапованом децом. Боби крајњим напорима успева да савлада супер војника у блиској борби помоћу свог моторног одела типа Голијат. 
Посада се након ових дешавања упућује на Луну (људску колонију на Месецу) где се организује суђење одговорним за пројекат супериорних војника. Авасалара бива унапређена, Менг постаје главни ботаничар и предводник у напорима у обнови Ганимеда, Биби се враћа на Марс а Росинанте добија нови уговор у пратњи цивилних бродова. 
Током целе приче, провлаче се дешавања на Венери на којој се на крају претходне књиге срушио Ерос, кулминација догађаја на Венери је на самом крају књиге када се са Венере лансира у Сунчев систем непознати објекат.